# Hymenophyllum rugosum
Hymenophyllum rugosum är en hinnbräkenväxtart som beskrevs av Carl Frederik Albert Christensen och Skottsberg. Hymenophyllum rugosum ingår i släktet Hymenophyllum och familjen Hymenophyllaceae. Inga underarter finns listade.